# Колави (Кјети)
Колави (итал. Colavi) је насеље у Италији у округу Кјети, региону Абруцо.
Према процени из 2011. у насељу је живело 23 становника. Насеље се налази на надморској висини од 1019 м.